# Concatamer
Ein Concatamer (synonym Concatemer) ist ein Biopolymer mit einer Serie von Wiederholungseinheiten, z. B. repetitive DNA (synonym tandem repeat DNA) oder Proteine mit repetitiven Aminosäuresequenzen.

## Eigenschaften
Concatamere bilden eine typische Zwischenstufe bei der rolling circle replication. Einige Viren (insbesondere Bakteriophagen) produzieren im Verlauf ihrer Replikation repetitive Sequenzen ihres im Virion zu verpackenden Genoms, die – vor oder beim Verpacken – durch virale Nukleasen in einzelne Wiederholungseinheiten gespalten werden.